# Artrogrypóza
Artrogrypóza (latinsky: arthrogryposis multiplex congenita (AMC), jinak též syndrom mnohočetných kloubních kontraktur, amyoplasia congenita, arthrogryposis universalis congenita) je obsáhlý syndrom charakterizovaný neprogredujícími mnohočetnými kontrakturami kloubů (vrozenou kloubní ztuhlostí), které jsou způsobeny fibrózou svalů a zkrácením (a ztluštěním) kloubního pouzdra a vazů.

## Etiopatogeneze
Postižením měkkých tkání kloubu vede ke koncentrickému omezení pohybu kloubů končetin. Základem je pravděpodobně porucha pojiva, skutečná příčina není známa. Uvažuje se o fetální akinezi v důsledku různých abnormalit plodu či matky, neurotrofických poruchách, způsobených poruchami diferenciace gangliových buněk nebo o primární svalové aplázii.
V průběhu onemocnění se objevují fibrózní kloubní změny kloubních pouzder s vývojem kontraktur. Existují i progresivní formy, které jsou smrtelné.

## Klasifikace
Klasifikace artrogrypózy se dělí do čtyř následujících kategorií:
1. podle pravděpodobné příčiny
  - neuropatická forma (95%) – provázena degenerací buněk předních rohů míšních (chybí neurotrofický vliv → nevyvinutí svalů, amyoplázie), negeneticky vázaná
  - myopatická forma (5%) – primární rozpad svalových vláken, geneticky vázaná
2. podle anatomického postižení (Brown et al.)
  - typ I a II – postižení horních končetin (segmentů C5-C8), loket v extenzi (typ I, nenají se) / ve flexi (typ II)
  - typ III až VIII – postižení dolních končetin (lumbosakrálních segmentů)
3. komplexní dělení podle Hallové (1997)
  - skupina 1 – postižení převážně končetin (hlavní těžiště léčby, výskyt 1:10 000)
  - skupina 2 – postižení končetin a viscerálních (útrobních) orgánů, kraniofaciální malformace
  - skupina 3 – postižení končetin a centrální nervové soustavy (smrtelné v raném dětství)
4. další užívané dělení
  - distální arthrogrypóza – postihuje periferní části končetin, dědičná
  - klasická arthrogrypóza – postihuje velké klouby

## Klinický obraz
Artrogrypóza se projevuje ztuhnutím kloubů končetin (různého stupně, hlavně kyčle, kolena, zápěstí a klouby ruky); ztuhlost není způsobena primárními kloubními změnami, ale změnami svalů (viz výše). Vzhled dětí přirovnáván k dřevěným panenkám. Kontury končetin jsou jakoby protažené, cylindrické, se zvýrazněním kožních řas a existují dva jejich typy, a to typ flekční (klouby ztuhlé ve flexi) a extenční (klouby ztuhlé v extensi, na HK nejčastější). Typické je omezení hybnosti při kloubních kontrakturách (výrazněji distálně) a je zachována jemná motorika. Dále oslabení svalového i kloubního reliéfu (amyoplázie), redukce podkožního tuku, pedes equinovari, luxace kyčlí, natažené horní končetiny, „waiter-tip“ position zápěstí. Stacionární změny jsou již od porodu a nejeví tendenci ke spontánnímu zlepšení či zhoršení. Klouby jsou postiženy symetricky a většinou dochází k postižení horních i dolních končetin (v tom případě se hovoří o tetramelní formě). Čití a inteligence je normální.

## Rentgenový obraz
Na rentgenových snímcích je zpočátku negativní nález, později je patrné zúžení kloubních štěrbin až kloubní ankylózy.

## Terapie
Mezi terapie patří rehabilitace (hlavně Vojtova metoda) (cvičení, polohování, uvolnění kloubů, zlepšení svalové síly), sádrování, přikládání ortéz a korekčních dlah, dále pak artrolýza, osteotomie (hlavně loketní ankylózy v extenzi). Primárním úkolem je zajistit chůzi do 18 měsíců, poté je snaha o zajištění soběstačnosti při jídle, hygieně a oblékání (operace horních končetin kolem 4. roku věku). Léčení extenčních kontraktur horních končetin může být: konzervativní (dlahování) či chirurgická terapie (dorzální uvolnění loketního kloubu) s cílem získat pasivní flexi lokte větší než 90°, poté obnovení aktivní flexe lokte se zachováním dostatečné extenze pro hygienické úkony (šlachové transfery: oboustranná transpozice 3/5 m. pectoralis major na místo m. biceps brachii a m. brachialis (fixace přenesených částí do šlachy m. flexor carpi ulnaris) modifikací Clarkovy operace dle Chomiaka a Dungla 2002, 2003).

## Diferenciální diagnóza
- syndrom mnohočetných pterygií
- Freeman-Sheldonův syndrom
- Baelsův syndrom
- diastrofický dwarfismus[2]